# Asperula gunnii
Asperula gunnii är en måreväxtart som beskrevs av Joseph Dalton Hooker. Asperula gunnii ingår i släktet färgmåror, och familjen måreväxter. Inga underarter finns listade i Catalogue of Life.